# Shoshin Nagamine
Shoshin Nagamine (em japonês:  長嶺 将真, Nagamine Shōshin). foi um mestre de karatê de Okinawa, bem como um soldado, superintendente de polícia, prefeito de Naha City, diretor de peças e autor.

## Juventude e Karate-do
Nagamine nasceu em Tomari, em Naha, Okinawa. Ele era uma criança pequena e doente e contraiu um distúrbio gastroentérico em 1926, seu segundo ano do ensino médio. Ele começou uma dieta auto-imposta e começou a praticar caratê sob o olhar atento de seu vizinho, Chojin Kuba. Nagamine logo se tornou uma imagem de boa saúde, creditando sua recuperação ao "trabalho árduo tanto na escola quanto no treinamento de Karate". Sua saúde melhorou tanto que ele se tornou líder do clube de caratê da escola, e seus amigos o apelidaram de Chippaii Matsu, um apelido que significa "pinheiro tenaz".

## Carreira no Exército
Após a formatura em março de 1928, ele começou a estudar artes marciais em tempo integral, mudando-se para Shuri e treinando com Taro Shimabuku (島 袋 善良) e Ankichi Arakaki. Mais tarde naquele ano, ele foi convocado para o exército japonês no 47º Regimento de Infantaria e lutou na China pelo incidente de Jinan antes de receber uma dispensa honrosa em 1931.
Saindo do exército, Nagamine procurou uma área em que suas habilidades nas artes marciais fossem úteis, acabando por se decidir pela força policial.

## Carreira na força policial
Durante seu tempo como policial, Nagamine recebeu mais instrução em caratê de Chotoku Kyan e Motobu Choki, e alcançou o título de Renshi em 1940. Em 1951, Nagamine era Superintendente de Polícia de Motobu e estava treinando seus próprios oficiais em caratê.
Nagamine aposentou-se como policial em 1952 e, em 1953, retornou à cidade de Naha e montou seu próprio dojo, que chamou de "Matsubayashi-Ryu Kodokan Karate e Estudos de Artes Marciais Antigas". No dojo, ele ensinou Matsubayashi-ryu , uma escola de caratê que ele fundou em 1947 e batizou o nome em homenagem a Sokon Matsumura e Kosaku Matsumora. Ele continuou a ensinar a disciplina até sua morte em 1997. Ele foi sucedido em 1997  por seu filho, Takayoshi Nagamine, que retornou a Okinawa depois de muitos anos ensinando nos EUA, e que era o chefe (sōke) de Matsubayashi-ryu até sua própria morte em 2012.

## Autor
Nagamine escreveu dois livros em japonês, The Essence of Okinawan Karate-Do e Tales of Okinawa's Great Masters. The Essence of Okinawan Karate-Do, que foi reimpresso várias vezes, foi publicado pela primeira vez em inglês em 1976. Ele foi traduzido para o idioma inglês pelo aluno de Nagamine, Katsuhiko Shinzato. Tales of Okinawa's Great Masters recebeu sua primeira tradução para o inglês em 2000.